# Об'єкти критичної інфраструктури
Об'є́кти крити́чної інфраструкту́ри — підприємства та установи (незалежно від форми власності) таких галузей, як енергетика, хімічна промисловість, транспорт, банки та фінанси, інформаційні технології та телекомунікації (електронні комунікації), продовольство, охорона здоров'я, комунальне господарство, що є стратегічно важливими для функціонування економіки і безпеки держави, суспільства та населення, виведення з ладу або руйнування яких може мати вплив на національну безпеку і оборону, природне середовище, призвести до значних матеріальних та фінансових збитків, людських жертв.
Закон України «Про основні засади забезпечення кібербезпеки України» використовує термін «Критично важливі об'єкти інфраструктури», визначаючи їх як юридичні особи, діяльність яких безпосередньо пов'язана з технологічними процесами та/або наданням послуг, що мають велике значення для економіки та промисловості, функціонування суспільства та безпеки населення, виведення з ладу або порушення функціонування яких може справити негативний вплив на стан національної безпеки і оборони України, навколишнього природного середовища, заподіяти майнову шкоду та/або становити загрозу для життя і здоров'я людей.
Цей Закон також надає взаємопов'язане визначення об'єкт критичної інформаційної інфраструктури: комунікаційна або технологічна система об'єкта критичної інфраструктури, кібератака на яку безпосередньо вплине на стале функціонування такого об'єкта критичної інфраструктури.

## Перелік
- Електростанції
  - Атомна електростанція
  - Теплова електростанція
  - Гідроелектростанція
  - Сонячна електростанція
  - Вітрова електростанція
- Системи водопостачання
- Системи газопостачання
- Теплоцентраль
  - Котельні
- Склади
- Харчова промисловість
  - Цукрова
  - Борошномельна
  - М'ясна
  - Молочна
  - Хлібопекарська
  - Маслоробна
  - Кондитерська
  - Спиртова
  - Макаронна
  - Пивоварна
  - Рибна
  - Виноробна
  - Круп'яна
- Консервна
  - Тютюнова.

В Україні набули розвитку борошномельна та круп'яна промисловість, які виробляють із зернових культур борошно та крупи.
- Транспортні вузли
  - Громадський транспорт:
    - Залізничні станції
    - Автобусна станція
    - Трамвайні зупинки
    - Аеропорти
    - Поромні станції

  - Вантажні вузли
    - Сортувальні станції
    - Аеропорти
    - Морські порти
    - Термінали для вантажних автомобілів або їх комбінації.

Для приватних автомобілів паркінг функціонує як монофункційний вузол
- Телекомунікаційні мережі
  - Комп'ютерна мережа
  - Мережа інтернет
  - Приватна/відомча мережа
  - Телефонна мережа
  - Глобальна мережа Телекс
  - Мережа авіаційної ACARS
  - Єдина автоматизована система зв'язку
- Медичні установи:
  - Лікувально-профілактичні заклади
    - Лікарняні заклади
    - Багатопрофілні
    - Однопрофільні
    - Спеціалізовані
    - Особливого типу

  - Амбулаторно-поліклінічні заклади
  - Заклади переливання крові, швидкої та екстреної медичної допомоги
  - Санаторно-курортні заклади
- Фінансові установи:
  - Банки
  - Кредитні спілки
  - Ломбарди
  - Лізингові компанії
  - Довірчі товариства
  - Страхові компанії
  - Установи накопичувального пенсійного забезпечення
  - Інвестиційні фонди і компанії
  - Інші юридичні особи, виключним видом діяльності яких є надання фінансових послуг

## Визначення Європейського Союзу
Європейський Союз визначає критичну інфраструктуру як системи, які мають важливе значення для підтримки життєво важливих соціальних функцій. Пошкодження критичної інфраструктури, її руйнування або порушення в результаті стихійних лих, тероризму, злочинної діяльності або зловмисної поведінки, може істотно негативно вплинути на безпеку ЄС і добробут громадян.;